# Astroglypha
Genre
Astroglypha est un genre d'étoiles de mer de la famille des Ophidiasteridae.

## Liste des espèces
Selon World Register of Marine Species (3 juin 2021) :
- Astroglypha passiflora (Downey, 1971) -- Atlantique
- Astroglypha pyramidata Mah, 2021 -- Pacifique